# Aszalai
Az Aszalai régi magyar családnév, amely a származási helyre utalhat: Aszaló (Borsod-Abaúj-Zemplén vármegye).

## Híres Aszalai nevű személyek
- Aszalai Imre (1957) labdarúgó (Csepel, MTK-VM)
- Aszalai István (17. század) nádori bíró, országbírói helytartó
- Aszalai János (1769–1796) író, műfordító, tanító és nevelő
- Aszalai Tádé (18. század) képviselő